# 강원특별자치도교육감
강원특별자치도교육감은 강원특별자치도교육청을 지휘하는 대한민국의 차관급 정무직 공무원이다.

## 역대 교육감
| 대수                                       | 이름          | 임기                             | 비고                                          |
| 강원도교육감                               | 강원도교육감  | 강원도교육감                     | 강원도교육감                                  |
| ------------------------------------------ | ------------- | -------------------------------- | --------------------------------------------- |
| 제1대                                      | 김원기        | 1958년 8월 24일~1961년 12월 31일 | 교육자치제, 교육위원회 폐지(1961.12.31.)      |
|                                            | 교육위원 체제 | 1962년 11월 3일~1963년 12월 31일 | 김우영,이석영, 정인교, 김사합, 장성택         |
| 제2대                                      | 김동근        | 1964년 1월 1일~1968년 2월 3일    | 교육자치제 부활, 교육위원회 부활(1964.01.01.) |
| 제3대                                      | 김병열        | 1968년 2월 4일~1970년 12월 31일  |                                               |
| 권한대행                                   | 남규욱        | 1971년 1월 1일~1971년 6월 15일   | 학무국장                                      |
| 제4대                                      | 김수근        | 1971년 6월 16일~1975년 11월 5일  |                                               |
| 권한대행                                   |               | 1975년 11월 6일~1975년 11월 10일 |                                               |
| 제5~6대                                    | 남규욱        | 1975년 11월 11일~1980년 7월 18일 |                                               |
| 권한대행                                   |               | 1980년 7월 19일~1980년 7월 21일  |                                               |
| 제7대                                      | 홍종욱        | 1980년 7월 22일~1981년 1월 25일  |                                               |
| 제8~9대                                    | 김상준        | 1981년 1월 26일~1987년 8월 5일   |                                               |
| 권한대행                                   |               | 1987년 8월 6일~1987년 8월 24일   |                                               |
| 제11대                                     | 심재경        | 1987년 8월 25일~1990년 2월 28일  |                                               |
| 제12~13대                                  | 김병두        | 1990년 3월 1일 ~ 2002년 2월 28일 | 간선 1·2기                                    |
| 제14~15대                                  | 한장수        | 2002년 3월 1일~2010년 2월 28일   | 간선 3·4기                                    |
| 권한대행                                   |               | 2010년 3월 1일~2010년 6월 30일   |                                               |
| 제16대~18대                                | 민병희        | 2010년 7월 1일~2022년 6월 30일   | 주민직선 1·2·3기                              |
| 강원특별자치도교육감 (2023.6.11 명칭 변경) |               |                                  |                                               |
| 제19대                                     | 신경호        | 2022년 7월 1일~                  | 주민직선 4기                                  |

## 같이 보기
- 강원특별자치도교육청
- 강원특별자치도 부교육감
- 강원특별자치도교육감 선거